# Скейттаун, США
«Скейттаун, США» (англ. Skatetown, U.S.A.) — американский полнометражный фильм 1979 года режиссёра Уильяма А. Ливи, который попытался извлечь выгоду из популярности диско на роликовых коньках.
В фильме снялись множество телезвёзд 1970-х годов: Скотт Байо, Флип Уилсон, Маурин МакКормик, Мелисса Сью Андерсон, Рон Палилло и Руф Баззи. Также в картине снимались Патрик Суэйзи, Сидни Лэссик и Билли Бэрти. У убитой подруги плэйбоя Дороти Страттен (которая позднее была субъектом фильма «Звезда-80») также есть небольшая роль в фильме.

## В ролях
- Скотт Байо — Ричи
- Флип Уилсон — Харви Росс
- Рон Палилло — Фрэнки
- Маурин МакКормик — Сьюзен
- Руф Баззи — Эльвира
- Грег Бредфорд — Стэн
- Патрик Суэйзи — Эйс Джонсон
- Дэйв Мэйсон в роли самого себя
- Билли Барти — Джимми
- Кэтрин Келли Лэнг — Эллисон
- Дэвид Ландсберг — Эрвин
- Лен Бэри — альфонс
- Мюррей Лэнгстон — пьяница
- Билл Киченбауэр — врач
- Денни Джонстон — мастер
- Вик Данлоп — Рипл
- Джо Е. Росс — охранник
- Сидни Лэссик — Мюррей